# Józef Chrapowicki (zm. 1812)
Józef Chrapowicki herbu Gozdawa (zm. w 1812 roku) – instygator litewski w latach 1783–1792, starosta starodubowski w latach 1781–1785, marszałek szlachty guberni połockiej.
Poseł na sejm 1780 roku z powiatu starodubowskiego. Poseł na sejm 1784 roku z powiatu starodubowskiego.
W 1777 roku został kawalerem Orderu Świętego Stanisława, w 1790 roku odznaczony Orderem Orła Białego.
Syn Eustachego Józefa, instygatora litewskiego, i Teresy Niemirowicz-Szczyttówny, córki Józefa, kasztelana mścisławskiego, i Petronelli Wołodkowiczówny II v. za Szymonem Syruciem, wnuczki Krzysztofa Benedykta Niemirowicza-Szczytta, kasztelana smoleńskiego.
Józef Chrapowicki żenił się trzykrotnie z:
- Magdaleną ks. Ogińską
- Franciszką Hryniewską
- Anną ks. Radziwiłł[4]